# Daichi Matsuoka
Daichi Matsuoka (松岡 大智 Matsuoka Daichi?, Toyama, 23 de enero de 1999) es un futbolista japonés. Juega de delantero y su equipo es el Kataller Toyama.

## Trayectoria

### Clubes
| Club                | País  | Año   |
| ------------------- | ----- | ----- |
| Cerezo Osaka sub-23 | Japón | 2016  |
| Kataller Toyama     | Japón | 2021- |